# Cleora anacantha
Cleora anacantha là một loài bướm đêm trong họ Geometridae.